# Jeg rev et blad ud af min dagbog

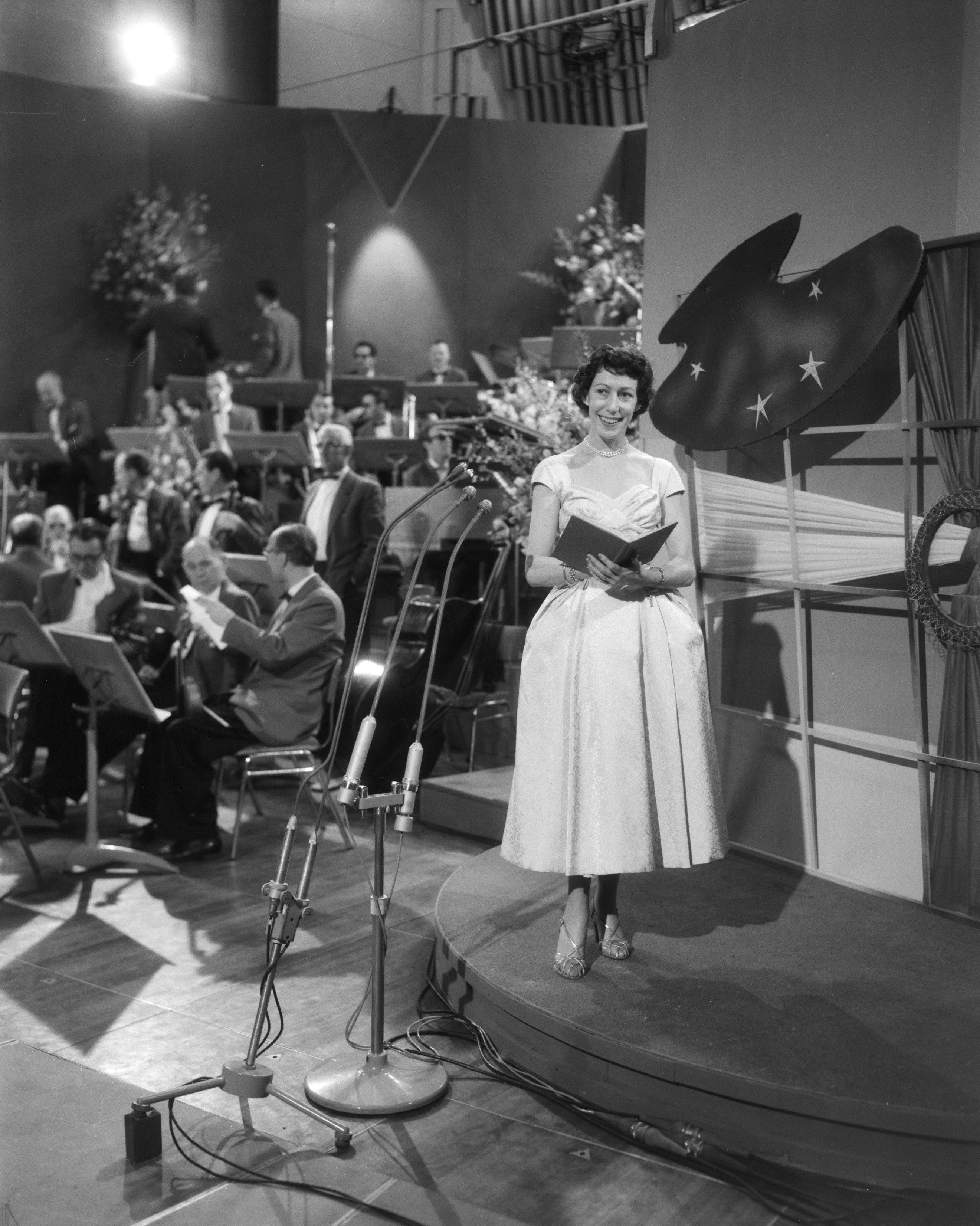
Raquel Rastenni interpretando la canción durante un ensayo del Festival de la Canción de Eurovisión 1958.

«Jeg rev et blad ud af min dagbog» (en español: «Arranqué una hoja de mi diario») es una canción compuesta por Harry Jensen e interpretada en danés por Raquel Rastenni. Se lanzó como sencillo en 1958 mediante His Master's Voice. Fue elegida para representar a Dinamarca en el Festival de la Canción de Eurovisión de 1958 tras ganar la final nacional danesa, Dansk Melodi Grand Prix 1958.

## Festival de la Canción de Eurovisión 1958

### Selección
«Jeg rev et blad ud af min dagbog» calificó para representar a Dinamarca en el Festival de la Canción de Eurovisión 1958 tras ganar la final nacional danesa, Dansk Melodi Grand Prix 1958.

### En el festival
La canción participó en el festival celebrado en los estudios AVRO en Hilversum el 12 de marzo de 1958, siendo interpretada por la cantante danesa Raquel Rastenni. La orquesta fue dirigida por Kai Mortensen.
Fue interpretada en sexto lugar, siguiendo a Suecia con Alice Babs interpretando «Lilla stjärna» y precediendo a Bélgica con Fud Leclerc interpretando «Ma petite chatte». Al final de las votaciones, la canción recibió 3 puntos, obteniendo el octavo puesto de 10.